# Берг, Юхан Эдвард

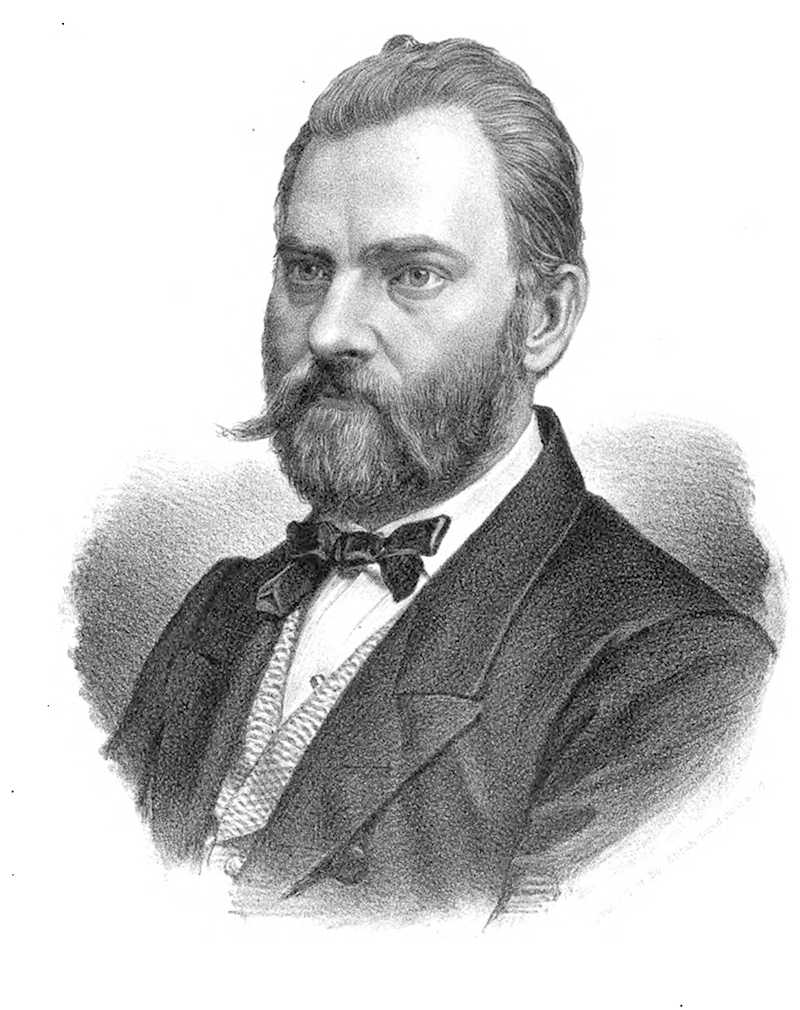
Иоганн Эдуард Берг.
Литография 1865

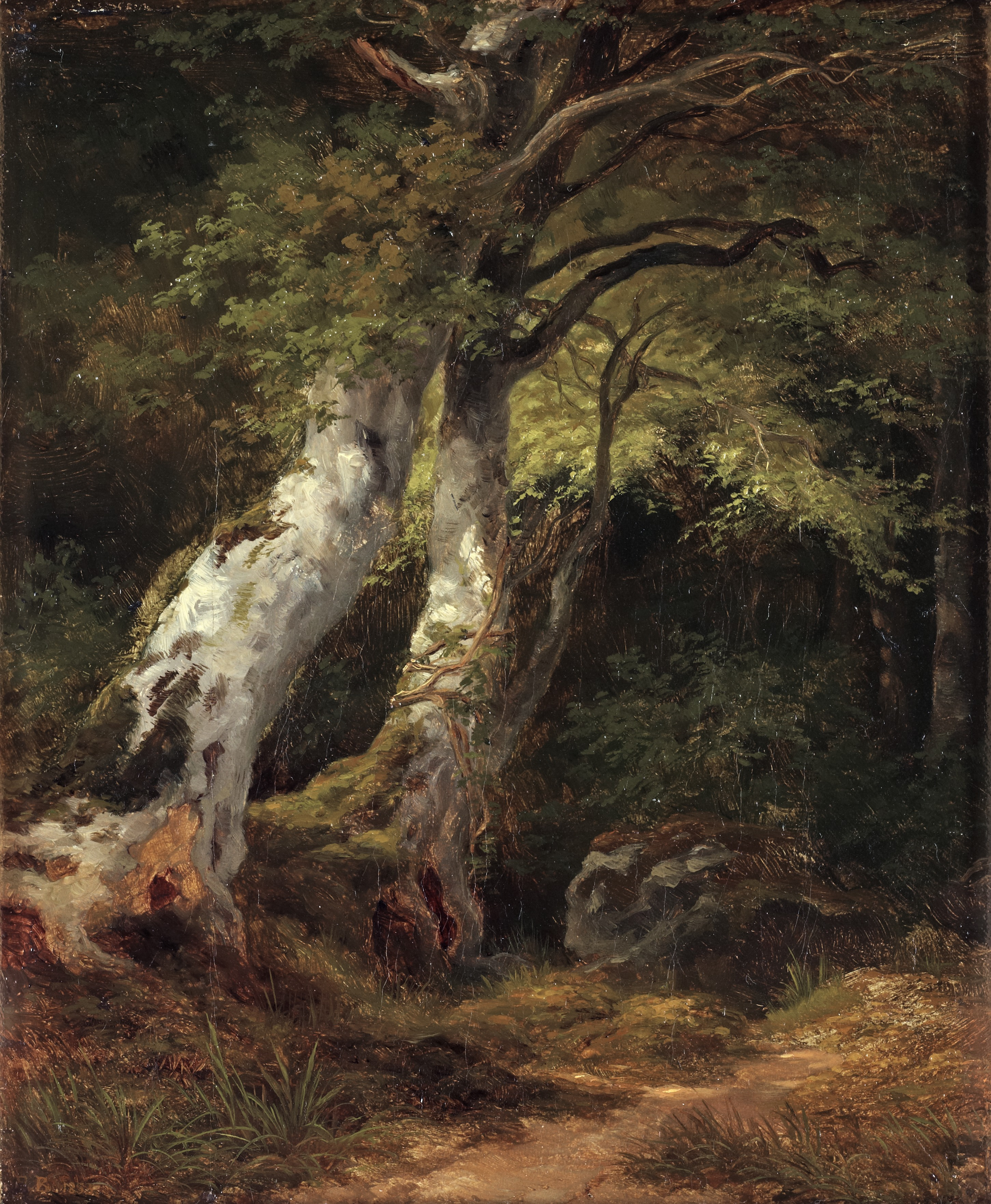
Лесной пейзаж. 1853 г

Юхан Эдвард Берг (швед. Johan Edvard Bergh; 29 марта 1828, Стокгольм — 23 сентября 1880, там же) — шведский художник-пейзажист, основатель новой шведский школы пейзажистов.

## Биография

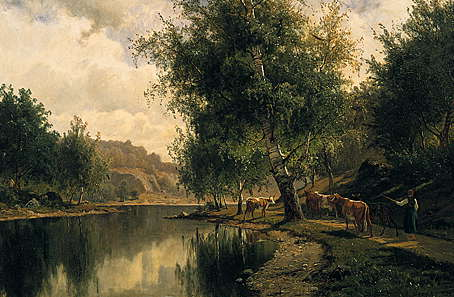
Пейзаж, 1873

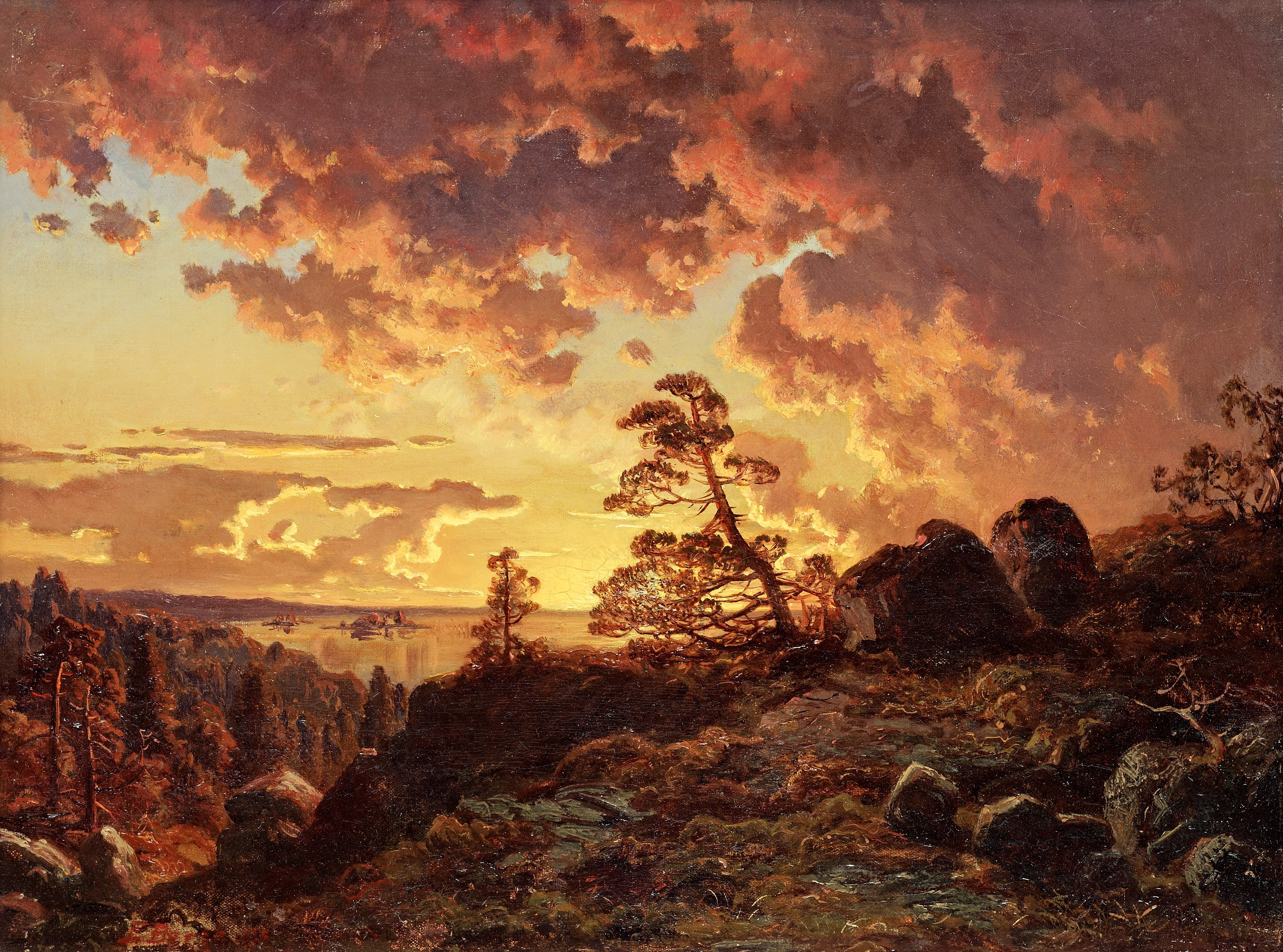
Пейзаж' на закате, 1855

Родился в семье управляющего железной дорогой в Стокгольме Северина Берга. С 1844 года изучал право в университете Уппсалы, окончив который в 1849 получил степень судьи. Работал нотариусом.
В 1851 посетил на остров Готланд, где встретился с несколькими художниками и увлекся живописью. Вернувшись в Стокгольм, он показал свои рисунки и эскизы скандинавскому профессору живописи Кристиану Форсселлю (1777—1852), получил его одобрение и начал обучаться искусству живописи под руководством профессора Пути в Уппсале.
В начале сочетал свои служебные обязанности с обучением живописи, но вскоре полностью посвятил себя живописи.
В 1852 Э. Берг начал официально обучаться в академии в Стокгольме, и через год получил высокую оценку своих работ и грантом на поездку за рубеж. В 1854 году он начал с поездки в Дюссельдорф, Женеву и Италию.
Затем обучался в Карлсруэ у Х. Гуде (по классу пейзажа) и в Женеве — у А. Калама.
В 1861 г. назначен экстраординарным, а в 1867 — ординарным профессором Королевской академии свободных искусств в Стокгольме.
Отец художника Рихарда Берга (1858—1919). Обучал Виктора Форселла.

## Творчество
Юхан Эдвард Берг — прекрасный пейзажист, работы которого отличаются большой правдивостью в изображении природы, тщательной проработкой деталей, свежим колоритом и возвращением к родным сюжетам.
Берг был весьма плодовитым художником. Многие его пейзажи, представляющие виды дикой северной природы, находятся в картинных галереях, преимущественно в Швеции, Англии, Голландии и Франции.